# Boreoides machiliformis
Boreoides machiliformis är en tvåvingeart som först beskrevs av Günther Enderlein 1921.  Boreoides machiliformis ingår i släktet Boreoides och familjen vapenflugor. Inga underarter finns listade i Catalogue of Life.